# FK Napredak Kruševac

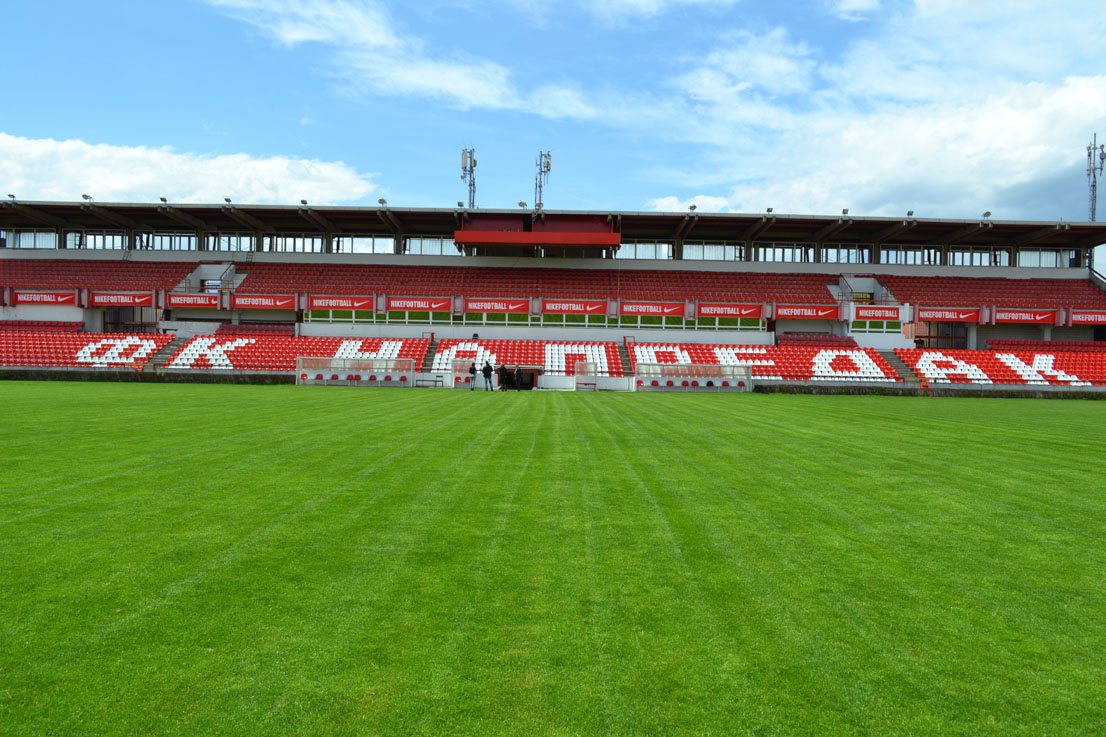
Stadion

FK Napredak Kruševac (Servisch: ФК Напредак Крушевац) is een Servische voetbalclub uit Kruševac.
De club werd in 1946 opgericht en promoveerde in 1950 voor het eerst naar de hoogste klasse. Na één seizoen degradeerde de club als laatste met slechts 6 punten. Het duurde tot 1976 vooraleer de club opnieuw kon promoveren naar de hoogste klasse, maar opnieuw degradeerde de club. Dit keer moest de club slechts 1 jaar wachten. In het volgende seizoen werd de club 14de en in 1980 4de, de beste prestatie die het jaar daarop gevolgd werd met een degradatie. In 1988 promoveerde de club opnieuw maar kon ook dit keer niet langer dan één seizoen standhouden.
Na de verbrokkeling van Joegoslavië speelde de club opnieuw op het hoogste niveau in 1992/93 en werd knap 6de. Het volgende seizoen werd de club andermaal laatste in het herfstseizoen, voor het lenteseizoen ging de club naar de 2de klasse en kon daar terugkeren naar de eerste klasse. Ook de volgende 2 seizoenen speelde Napredac enkel in de herfst in de hoogste klasse. In 2006 werd de club derde in de tweede klasse en kon promoveren omdat Mladost Apatin zich terug trok uit de hoogste klasse. In 2010 degradeerde de club. In 2013 keerde de club terug voor twee seizoenen en in 2016 promoveerden ze opnieuw. 

## Mannen

### Erelijst
- Beker van Klein-Joegoslavië

Finalist: 2000
- Prva Liga

2013, 2016

### In Europa
#Q = #kwalificatieronde, #R = #ronde, T/U = Thuis/Uit, W = Wedstrijd, PUC = punten UEFA coëfficiënten .
Uitslagen vanuit gezichtspunt FK Napredak Kruševac 
| Seizoen | Competitie | Ronde | Land                                    | Club                | Totaalscore | 1e W    | 2e W    | PUC |
| ------- | ---------- | ----- | --------------------------------------- | ------------------- | ----------- | ------- | ------- | --- |
| 1980/81 | UEFA Cup   | 1R    | Vlag van Duitse Democratische Republiek | Dynamo Dresden      | 0-2         | 0-1 (U) | 0-1 (T) | 0.0 |
| 2000/01 | UEFA Cup   | Q     | Vlag van Estland                        | JK Tulevik Viljandi | 6-2         | 5-1 (T) | 1-1 (U) | 2.5 |
|         |            | 1R    | Vlag van Griekenland                    | OFI Kreta Iraklion  | 0-6         | 0-0 (T) | 0-6 (U) | 2.5 |

Totaal aantal punten voor UEFA coëfficiënten: 2.5
Zie ook
- Deelnemers UEFA-toernooien Servië
- Deelnemers UEFA-toernooien Joegoslavië
- Ranglijst van alle clubs die in de diverse Europa Cups zijn uitgekomen

### Bekende (oud-)spelers
- Marko Simeunovič

## Vrouwen

### In Europa
| Seizoen | Competitie                | Ronde | Land              | Club             | Uitslagen |
| ------- | ------------------------- | ----- | ----------------- | ---------------- | --------- |
| 2007/08 | UEFA Women's Cup          | 1e    | Vlag van Rusland  | FC Rossiyanka    | 0-7       |
|         | toernooi in Krasnoarmejsk | 1e    | Vlag van Oekraïne | Metalist Charkov | 2-4       |
|         |                           | 1e    | Vlag van Georgië  | Dinamo Tbilisi   | 6-2       |

Čukarički · 
FK IMT ·
Jedinstvo ·
Mladost Lučani · 
Napredak · 
Novi Pazar ·
OFK Beograd ·
Partizan · 
Radnički 1923 ·
Radnički Niš · 
Rode Ster · 
Spartak · 
Tekstilac ·
TSC · 
Vojvodina · 
Železničar